# 圣温琴佐堡
圣温琴佐堡（義大利語：Castel San Vincenzo）是意大利伊塞尔尼亚省的一个市镇。总面积22平方公里，人口566人，人口密度25.7人/平方公里（2009年）。ISTAT代码为094012。